# لغة وسيطة
اللغة الوسيطة أو لغة وسيطة أو ما بين اللغة (بالإنجليزية: Interlanguage)‏، في علم اللسانيات، هي مرحلة وسيطة في التعلم أو استخدام اللغة الهدف. يمكن أن تحدث بين اللهجة واللغة المعيارية، أو في حالة تعلم اللغة الثانية. وبعبارة أخرى هي اللغة أو اللهجة الفردية الذي تم تطويرها من قبل المتعلم من لغته الثانية التي تحافظ على بعض الملامح من لغته الأم، ويمكن أيضا للمتحدث الكتابة والتحدث بقواعد اللغة. وفي اجتماع هذه الخصائص تنتج منظومة لغوية فريدة من نوعها لدى المتحدث.